# Xã Gregory, Quận Conway, Arkansas
Xã Gregory (tiếng Anh: Gregory Township) là một xã thuộc quận Conway, tiểu bang Arkansas, Hoa Kỳ. Năm 2010, dân số của xã này là 376 người.